# 蔣孟玲
蔣孟玲（1983年1月21日—），台湾女演員。

## 作品

### 舞台劇
- 綠光劇團‧清明時節

### 電視主持
- 三立台灣台 外景‧青春好7淘
- 三立台灣台 外景‧用心看台灣

### 平面廣告
- 2012-屈臣氏型錄
- 2011-UV100抗UV防曬衣型錄

### 電影
- 2014年《愛琳娜》

### 電視劇
| 年 份  | 頻 道 | 片 名                      | 角 色  |
| 2012年 | 公視  | 希望之鑽                   | 邱心穎 |
| 2012年 | 大愛  | 愛的微光                   | ---    |
| 2012年 | 華視  | 莒光園地『尋找心方向』     | ---    |
| 2011年 | 大愛  | 心和萬事興                 | 張心美 |
| 2010年 | 公視  | 他們在畢業的前一天爆炸     | 廖欣華 |
| 2011年 | 華視  | 莒光園地『下一個轉角，愛』 | ---    |
| 2011年 | 華視  | 莒光園地『真愛無敵』       | ---    |
| 2011年 | 中視  | 幸福最晴天                 | ---    |
| 2014年 | 中視  | 月亮上的幸福               | 袁秀卿 |
| 2015年 | 三立  | 好想談戀愛                 | 方惠姍 |

### 活動主持
- 2012台北市臺灣觀光小城票選催票活動記者會
- 台北市消防局100年「包你平安」防災宣導記者會

### 電視廣告
- 2013 大陸一汽汽車微電影-不再讓您辛苦
- 2012 大陸脈動飲料廣告-親吻篇
- 2012 落建洗髮精廣告
- 2012 開廣飛跑魚油廣告
- 2012 線上遊戲  SAO突襲風暴【夢幻軍火庫篇】
- 2011 GENPEL眼霜廣告
- 2011 重慶林志玲代言房地產廣告
- 2010 吉胃福適【肚皮舞篇】

### ＭＶ
- MIXION─【首張同名EP MIXION】《好想愛》
- 周明璟─【藍色情人節EP】《認錯》
- 王識賢─【玄武英雄】《牽袂條的手》《慣習》

## 外部連結
- 齊石傳播官方網站 （页面存档备份，存于）
- YouTube上的齊石傳播頻道
- 蔣孟玲的Facebook專頁
- 蔣孟玲在互联网电影资料库（IMDb）上的資料（英文）（英文）
- 無名小站部落格 （页面存档备份，存于）